# Клешево
Клешево (пол. Kleszewo) — село в Польщі, у гміні Пултуськ Пултуського повіту Мазовецького воєводства.
Населення — 302 особи (2011).
У 1975-1998 роках село належало до Цехановського воєводства.

## Демографія
Демографічна структура станом на 31 березня 2011 року:
|          | Загалом | Допрацездатний вік | Працездатний вік | Постпрацездатний вік |
| -------- | ------- | ------------------ | ---------------- | -------------------- |
| Чоловіки | 169     | 40                 | 114              | 15                   |
| Жінки    | 133     | 24                 | 89               | 20                   |
| Разом    | 302     | 64                 | 203              | 35                   |